# Gaspard Dhellemmes
Gaspard Dhellemmes, né le 18 mai 1987, est un écrivain et journaliste français.  

## Biographie

### Journalisme
Diplômé de Sciences Po Lyon et du CFJ, Gaspard Dhellemmes entame sa carrière de journaliste au Journal du dimanche. Puis il se spécialise dans les portraits et les enquêtes au long cours, notamment pour M, le magazine du Monde ou ELLE ou encore Vanity Fair, où il est un temps grand reporter.

### Écriture
En 2013, paraît NKM, La femme du premier rang, biographie de Nathalie Kosciusko-Morizet, qu'il a co-écrit avec Olivier Faye aux éditions Jacob-Duvernet, puis en 2014, paraît l'Histoire secrète d'une élection capitale, récit des élections municipales de 2014 à Paris, co-écrit avec Bertrand Gréco aux éditions du Moment,.
En 2017, Gaspard Dhellemmes publie un récit biographique sur le photographe et écrivain François-Marie Banier, connu notamment pour son rôle dans l’affaire Bettencourt,,,. 
En 2021, il publie un premier roman, La disparue de Lacan, dans lequel il revisite de façon personnelle le premier cas traité par Jacques Lacan, celui de Marguerite Anzieu, sujet de sa thèse, en évoquant sa propre analyse,. Ce premier roman reçoit un accueil critique positif de la presse. Ainsi pour Gilles Chenaille (Marie-Claire), le livre est « une enquête passionnante, où se mêlent les divans où s’allonge l’auteur en quête d’un moi plus assuré. C’est très réussi ! ». « Au fond, La Disparue de Lacan est une défense et illustration très convaincante du lacanisme qui reconnaît tous les défauts de son inventeur », note pour sa part Raphaëlle Leyris (Le Monde). « Enquêteur à nouveau hors pair, c’est lui qui traque, ses failles sont identité ou plutôt ses identités dont les dissonances s’atténuent au fil des pages et de ses "séances". Il met à bas l’idée reçue d’une quelconque révélation pour la remplacer par celle, ô combien plus pertinente, mais aussi ardue d’un "déplacement". Il le fait sans jargonner jamais, sans pudeur déplacée, mais avec style, celui d’un authentique écrivain », écrit pour sa part Olivier Mony (Sud Ouest).   

## Publications
- NKM, La femme du premier rang, co-écrit avec Olivier Faye, éditions Jacob-Duvernet, 2013
- Histoire secrète d'une élection capitale, co-écrit avec Bertrand Gréco, éditions du Moment, 2014
- La Vie démesurée de François-Marie Banier, Fayard, 2017
- La Disparue de Lacan, Fayard, 2021